# Edington (Somerset)
Edington is een civil parish in het bestuurlijke gebied Sedgemoor, in het Engelse graafschap Somerset met 372 inwoners.

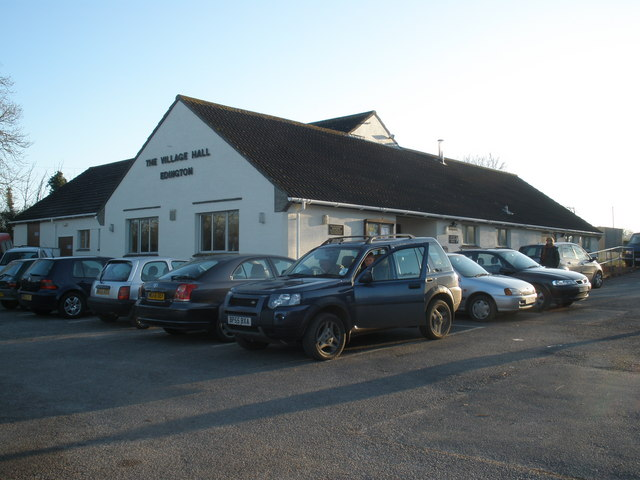
Village Hall